# Système intelligent flou
 (juillet 2013).
Si vous disposez d'ouvrages ou d'articles de référence ou si vous connaissez des sites web de qualité traitant du thème abordé ici, merci de compléter l'article en donnant les références utiles à sa vérifiabilité et en les liant à la section « Notes et références ».
Un système intelligent flou (SIF) est un système qui intègre (implémente) de l’expertise humaine et qui vise à automatiser (imiter) le raisonnement d’experts humains face à des systèmes complexes. Il constitue une part importante de l’intelligence artificielle et du soft computing.
Un système intelligent flou se base sur la théorie logique qu'est la logique floue.

## Logique floue
La logique floue est une généralisation de la logique binaire qui peut être utilisée pour la modélisation du raisonnement humain ou des langues naturelles :
- cette généralisation est effectuée en introduisant le concept de degré de vérité ;
- la logique floue permet la quantification et la représentation mathématique d’expressions vagues et imprécises ;
- de telles expressions contiennent des mots flous comme : petit, grand, faible, fort, vieux, jeune, etc.

## Fondement théorique
La logique floue est fondée sur la théorie des ensembles flous, qui constitue une généralisation de la théorie des ensembles destinée à modéliser les classes d’objets non clairement définies. Elle fait cela en généralisant la notion de fonction d’appartenance.

## Applications de la logique floue
La logique floue est apparue aux États-Unis en 1965. Elle est en principe applicable à tout problème sur lequel on dispose d’une expertise humaine.
La première application à un problème complexe du monde réel a été réalisée au Danemark en 1980 (contrôle automatique de fours à ciment).
Au Japon, où la recherche sur les applications de la logique floue est bien financée, de nombreuses applications industrielles sont apparues dès 1980 (métro de Shanghai, 1987).
Aux États-Unis, la NASA est engagée depuis longtemps dans l’application de la logique floue pour les manœuvres complexes des modules des stations spatiales.